# Ohi Maria
Ohi Maria, conosciuto anche come Maria Maria, è un singolo del gruppo musicale italiano Articolo 31, pubblicato nel 1994 come terzo estratto dal secondo album in studio Messa di vespiri.

## Descrizione
Composto da J-Ax per quanto riguarda i testi e da DJ Jad dal lato musicale, Ohi Maria racconta la storia d'amore "metaforica" fra J-Ax e Maria, termine slang per indicare la marijuana. La versione originale contiene un esplicito riferimento alla battaglia antiproibizionista di Marco Pannella ("le vacanze le farò in Giamaica, dalla mia Maria bella, aspetto, intanto voto Pannella e canto").
Il brano ha permesso agli Articolo 31 di vincere l'edizione 1995 de Un disco per l'estate, evento che ha notevolmente contribuito a rendere popolare il gruppo ad un pubblico mainstream.
Nel 2004 il duo ha pubblicato in via promozionale una versione dal vivo del brano, per la quale è stato girato anche un video.

## Tracce
CD
1. Ohi Maria (F.R. Connection Remix) – 5:12
2. Ohi Maria (Video Edit) – 4:05
3. Ohi Maria (Original Mix) – 5:03
4. Ohi Maria (Persuader Remix) – 5:28
5. Ohi Maria (Mandibola Remix) – 5:35

12"
- Lato A

1. Ohi Maria (F.R. Connection remix) – 5:12
2. Ohi Maria (Original Mix) – 5:03

- Lato B

1. Ohi Maria (Persuader Remix) – 5:28
2. Ohi Maria (Mandibola Remix) – 5:35

CD promozionale
1. Ohi Maria (2004 Radio Version) – 4:40